# Когнитивна дисонанца
Когнитивна дисонанца (несклад у спознању) ментално је стање, често конфликт, у коме особа доживљава искуство два или више некомпатибилна веровања или когнитивно обрађује више информација. Код здравог појединца обично води осећању психичке нелагодности која траје док особа не разреши неспоразум.